# 上奧海鎮 (加利福尼亞州)
上奧海（英語：Upper Ojai）是位於美國加利福尼亞州文圖拉縣的一個非建制地區。該地的面積和人口皆未知。

## 地理
上奧海的座標為34°26′05″N 119°10′00″W / 34.43472°N 119.16667°W，而該地的平均海拔高度為240米（即800英尺）。